# Ambatovola
Ambatovola is een plaats en commune in het oosten van Madagaskar, behorend tot het district Moramanga, dat gelegen is in de regio Alaotra-Mangoro. Tijdens een volkstelling in 2001 telde de plaats 8.454 inwoners.
De plaats biedt naast lager onderwijs ook middelbaar onderwijs aan. 99 % van de bevolking werkt als landbouwer. Het belangrijkste landbouwproduct is rijst; andere belangrijke producten zijn bonen, koffie en gember. Verder is 1% actief in de dienstensector.